# Bob Santo
John Evans Kwadwo Bosompem (1940-2002), également connu professionnellement sous le nom de Santo ou Bob Santo, était un comédien et acteur ghanéen. Il a joué dans des films en langue akan. Il jouait généralement aux côtés de son proche compatriote, Judas (en)

## Carrière
Santo était célèbre au début des années 2000 avec son ami Judas dans la production de films, le théâtre et le théâtre. Il était le leader du Omintiminim Concert Party en 1995 lorsque lui et son ami Abusapanyin Judas se sont lancés dans le cinéma et la performance dans des concerts.

## Filmographie
- 419
- Abawa Marie
- De banquier à banquier.
- Double sens
- Asem
- Efiewura (en)[4]
- Concert de Key Soap (en)[5]
- Propriétaire
- Marijata (1, 2 et 3)
- Okukuseku (1, 2 et 3) [6]
- Sika
- Ce jour-là
- Les temps difficiles
- Lucifer

## Mort
Santo est décédé le 30 mai 2002 à la clinique West End Clinc de Kumasi,  de suite d'une maladie connue sous le nom de jaunisse,,,. Il avait 62 ans et laissait deux épouses et trois enfants,.